# كأس النرويج 1962
كأس النرويج 1962 (بالنرويجية: Norgesmesterskapet i fotball for menn 1962)‏ هو الموسم 57 من كأس النرويج. أشرف على تنظيمه اتحاد النرويج لكرة القدم، وفاز فيه SK Gjøvik-Lyn ‏.